# グラン・サン・ベルナール峠
グラン・サン・ベルナール峠（グラン・サン・ベルナールとうげ、フランス語: Col du Grand-Saint-Bernard, イタリア語: Colle del Gran San Bernardo）は、スイスとイタリアとの国境にあるアルプス山脈の峠である。
モンブランの東に位置するこの峠道は、古来アルプス越えの交通路として知られ、セント・バーナード犬のゆかりの地でもある。1964年には中腹を貫いてグラン・サン・ベルナールトンネル (Great St Bernard Tunnel) が開通した。交通の動脈としての地位をトンネルに譲った旧道は観光地となっている。

## 名称
日本語文献では「大サン・ベルナール峠」と記されたり、イタリア語名称から「グラン・サン・ベルナルド峠」と記されたりすることもある。
- 英語: Great St. Bernard Pass

名称は旅行者の救難に尽力してのちに列聖されたベルナール・ド・マントン (Bernard of Menthon) （聖ベルナール）に由来する。モンブランの南側でフランス方面に越えるプチ・サン・ベルナール峠（小サン・ベルナール峠）とは対の名称になっている。

## 地理

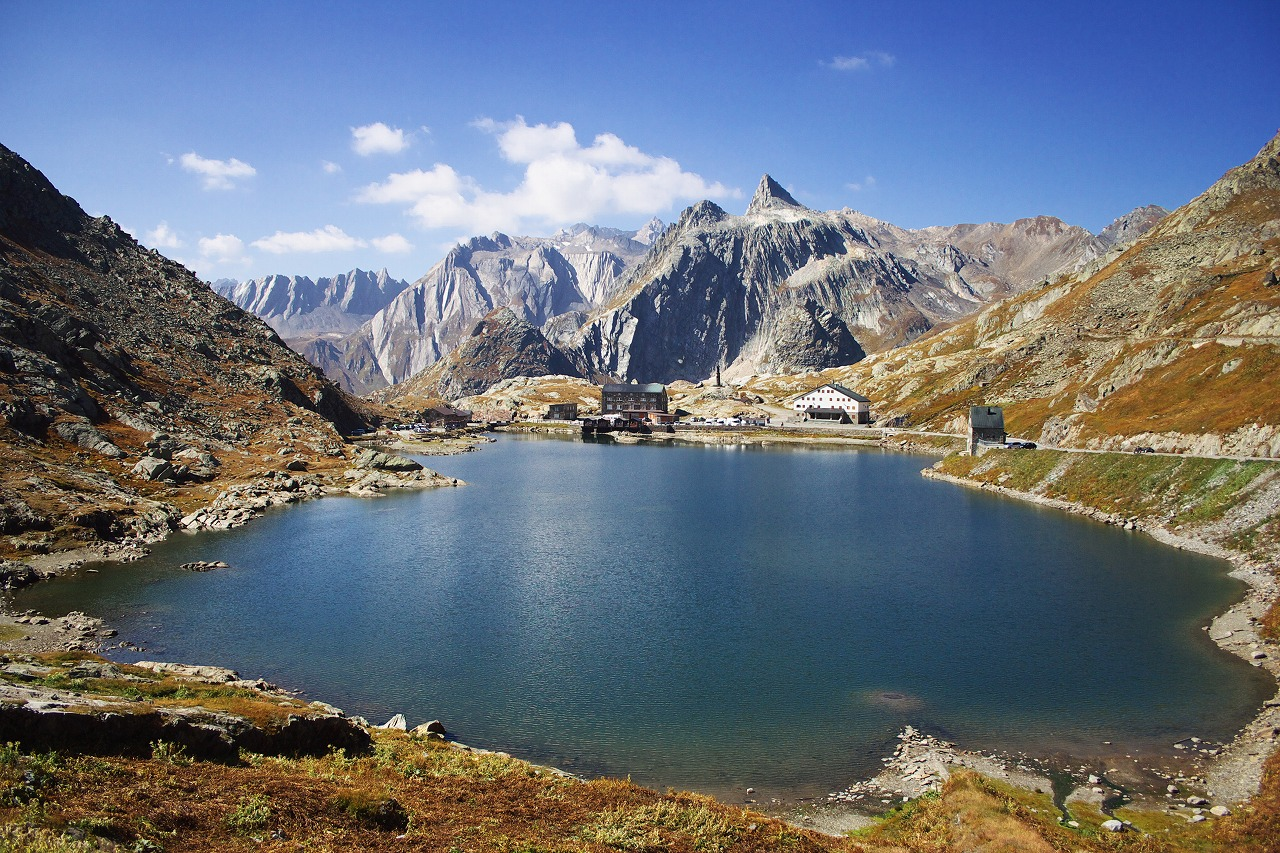
峠のイタリア側

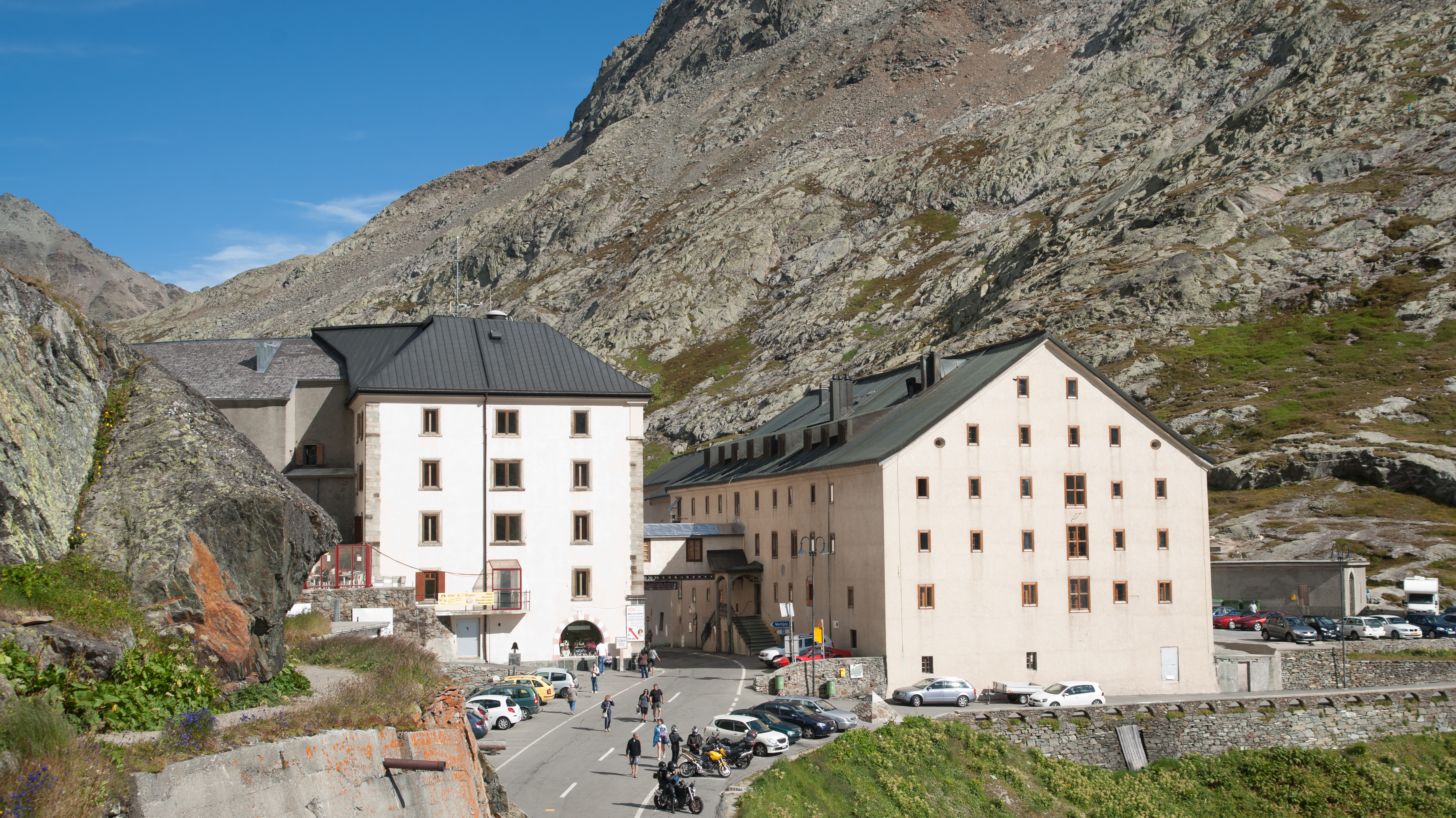
ホスピス

モンブランの東側約15kmの地点でスイス・イタリア国境のアルプスを越える、歴史のある峠道である。峠の標高は2,469メートル。スイス南西部ヴァレー州のマルティニーと、イタリア北西部ヴァッレ・ダオスタ州のアオスタとを結ぶ街道が通っており、行政上はサン＝レミ＝アン＝ボス（イタリア）とブール＝サン＝ピエール（スイス）の境界に位置する。
峠越えの街道は、北側（スイス側）から以下の集落を通過する。
- マルティニー - センブランシェール（英語版） - ブール＝サン＝ピエール（英語版） - 峠 - サン＝レミ＝アン＝ボス - ジニョー - アオスタ

峠のすぐ下には大きな池 (Great St Bernard Lake) がある。峠には歴史あるホスピスの建物が建っており、今日でも登山者向けの宿泊・救護施設として機能している。
峠付近の冬季の気温は氷点下30度にもなり、積雪は最大で25メートルを記録する。このため自動車の通行が可能な期間は6月から9月までに限られる。1964年に中腹にグラン・サン・ベルナールトンネルが開通した。このトンネルはゴッタルド道路トンネルなどと並ぶ、アルプス山脈を貫く重要な交通路で、交通量も多い。長さは6,596メートルである。

## 歴史

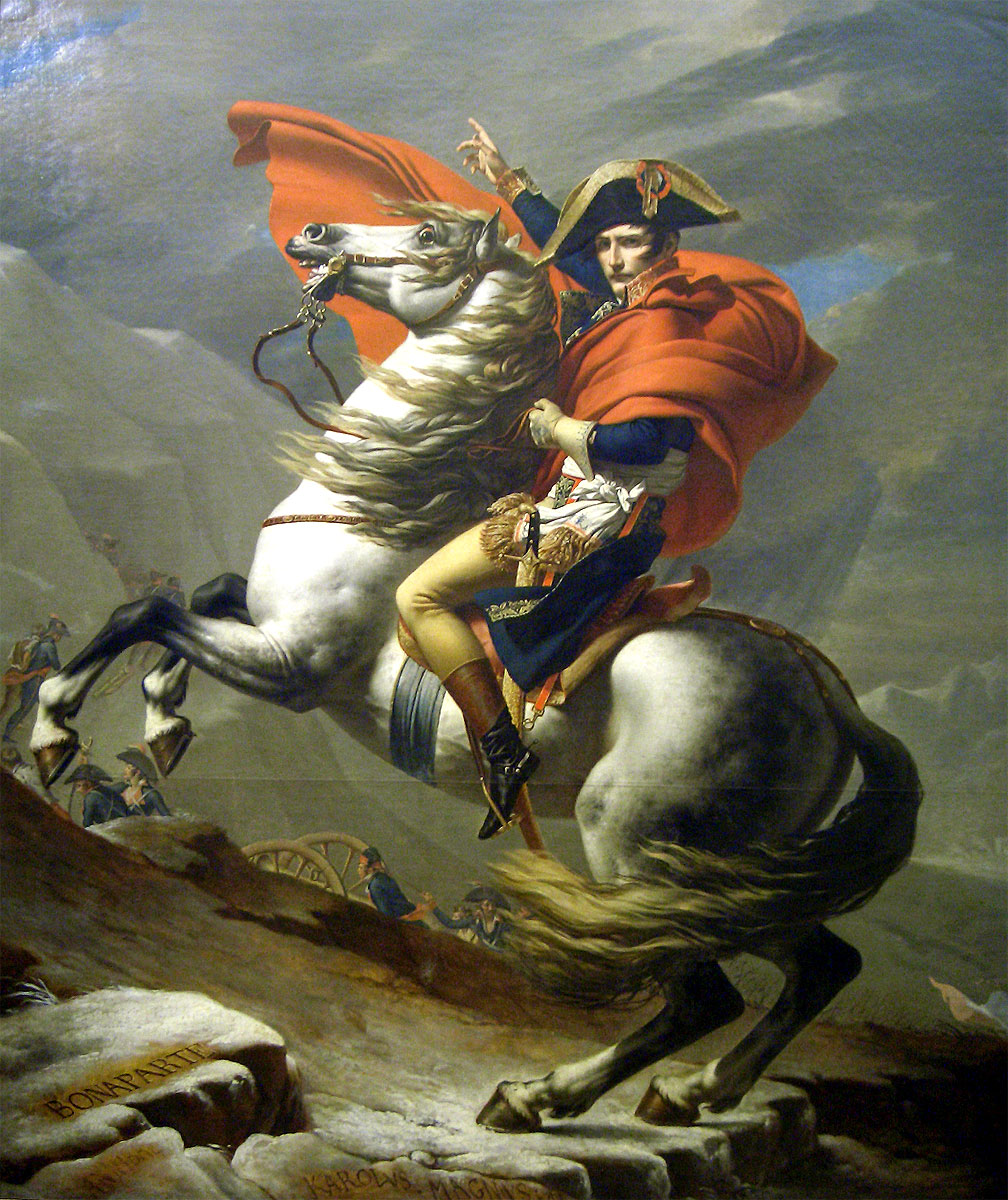
ダヴィッド作『ベルナール峠からアルプスを越えるボナパルト』

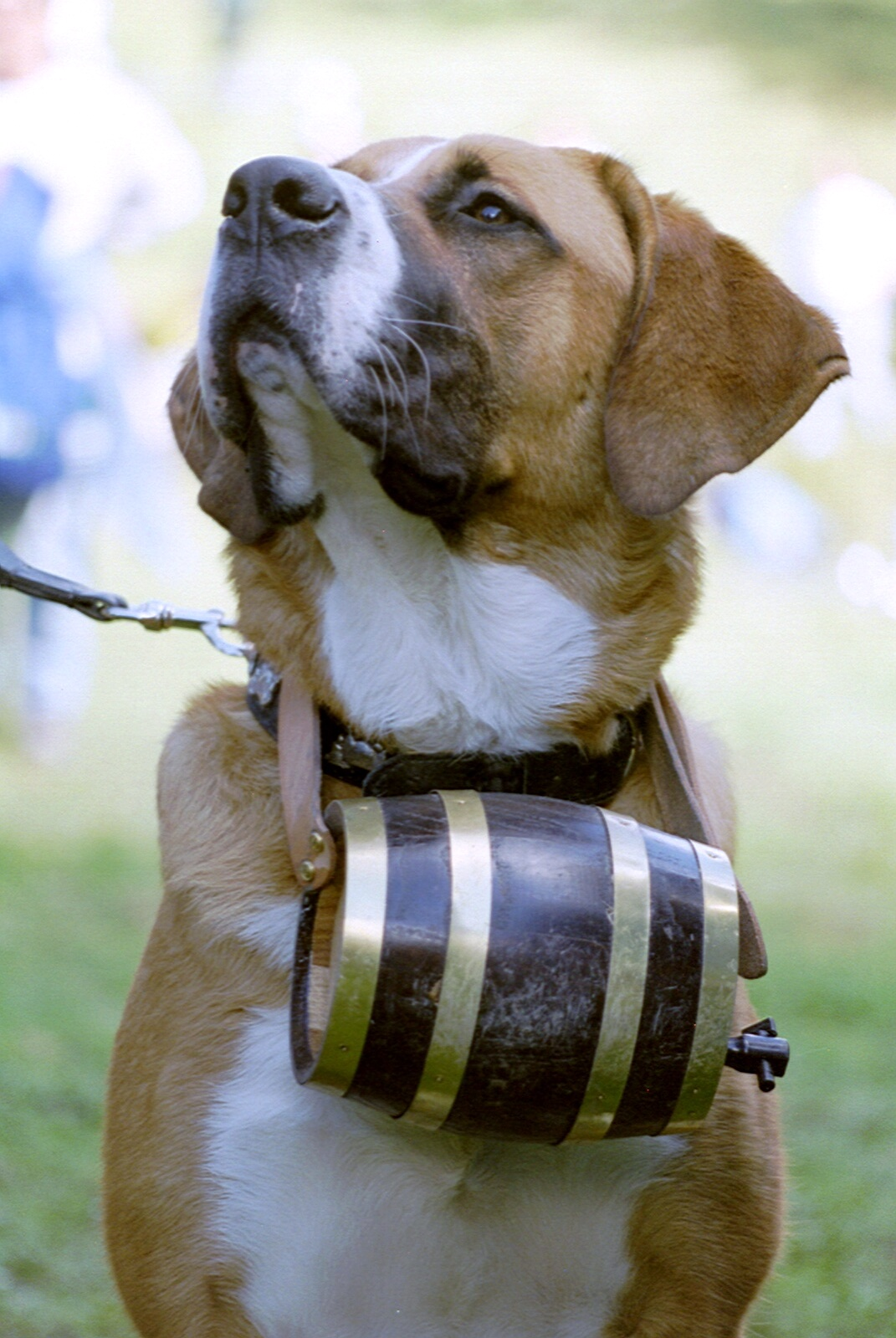
セント・バーナード犬

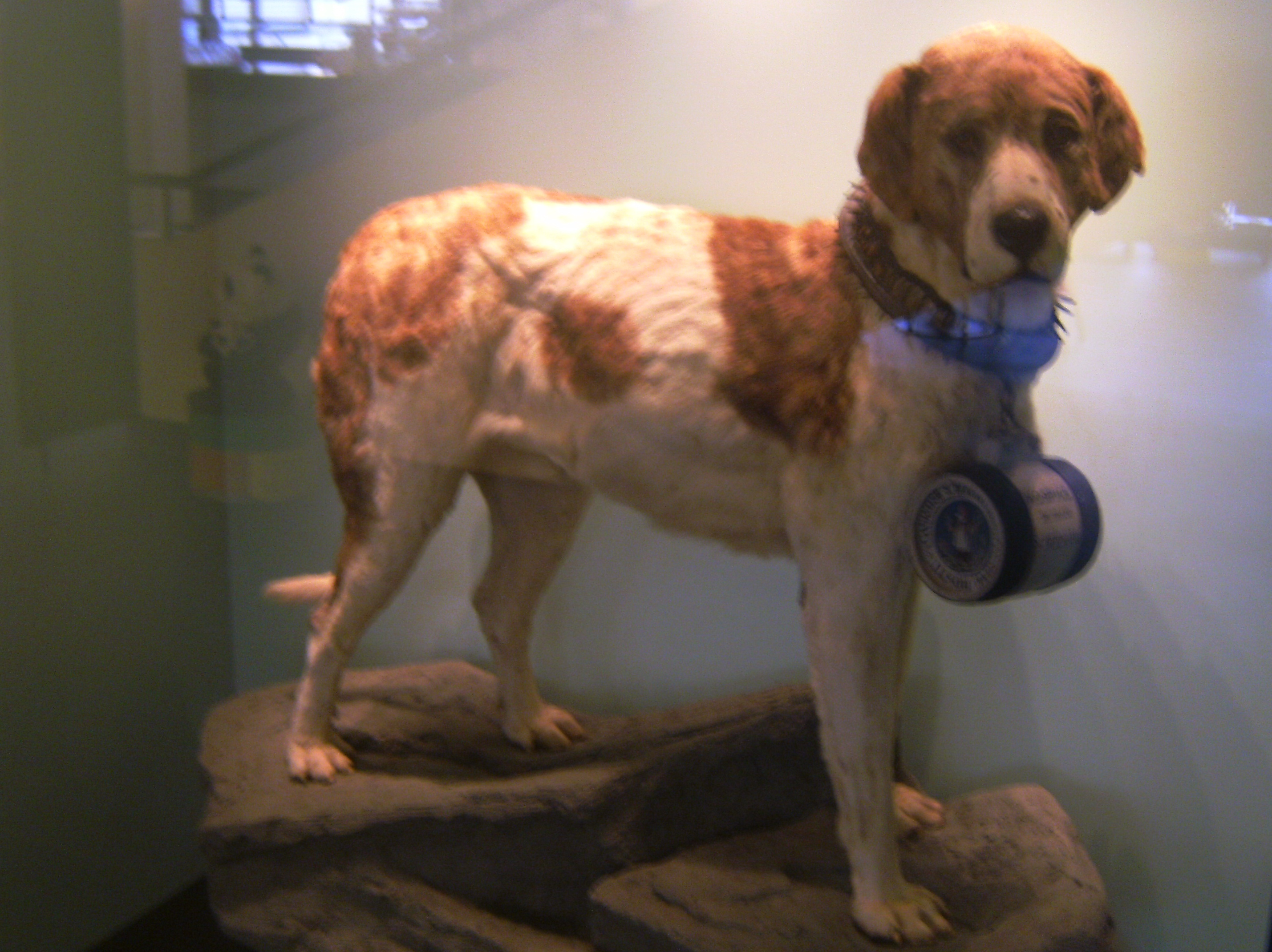
セント・バーナードのバリー(Barry), ベルン自然史博物館, スイス

グラン・サン・ベルナール峠は、青銅器時代には人の通った形跡があり、古代からアルプス山脈を越える重要な交通路であった。紀元前218年にハンニバルが戦象を連れてアルプス越えを行った進路には諸説あるが、この峠もその地点の候補の一つに挙げられる。ローマ帝国の時代には皇帝アウグストゥスが街道を敷設し、峠にユピテルの神殿が祭られた。753年にはローマ教皇ステファヌス2世がフランク王国の国王ピピン3世と面会するために峠を越え、800年にはカール大帝がミラノでの戴冠式の帰りに越えている。
18世紀までの間、毎年2万人程度の商人や巡礼者がグラン・サン・ベルナール峠を行き交った。だが、峠付近では山賊の出没や悪天候、雪崩などにより遭難者が数多く出ていた。1050年、アオスタ大聖堂の助祭長ベルナール・ド・マントン (Bernard of Menthon) は、峠に遭難者の救助を目的としたホスピス（救護所、ターミナルケアを行う現在の「ホスピス」の語源）を建設し、人々に宿泊と食事を提供した。こうした功績によりベルナール・ド・マントンは1681年に教皇インノケンティウス11世によって聖人に列せられた。グラン・サン・ベルナール峠の名は彼に由来する。
遭難者の救助に活躍したのが犬たちである。サン・ベルナール修道院で代々育成されてきた救助犬たちは、樽に詰めた食料や気付け薬を遭難者へ送り届けた。こうして少なくとも2,500人の遭難者が救助されたと伝えられている。
なかでも歴史に残るのはバリーという名の救助犬である。19世紀はじめに、生涯で40人もの遭難者を救助したバリーは、死後に体躯がベルン自然史博物館に収められて保存している。救助犬として用いられたのは2世紀頃にローマ帝国の軍用犬としてアルプス地方に移入された大型犬であるが、後にこの種は峠での活躍にちなんで「セント・バーナード」（サン・ベルナールの英語読み）と命名された。だが、ヘリコプターや探知機などの救助技術が進み、救助犬の活躍の場はすでに失われ、、修道士の数もめっきりと減ったために、18頭のセント・バーナードの世話を続けるのが難しくなり売られることになった。
グラン・サン・ベルナール峠に縁のあるもう1人の有名人がナポレオン・ボナパルトである。1800年5月、ナポレオンはイタリア遠征のために4万のフランス軍を率いて峠を越えた。このとき、ナポレオンは付近の村からワイン21,724本、チーズ1.5トン、肉800キロなどの物資を調達し、峠のホスピスに40,000フランの借用証を置いていった。だがフランス帝国政府が実際に支払った代金はその一部だけであった。1984年にようやく時のフランス共和国大統領フランソワ・ミッテランが残額を清算した。
グラン・サン・ベルナール峠は、マイケル・ケイン主演の映画『ミニミニ大作戦』（1969年、en:The Italian Job）でカーチェイスが繰り広げられた場所でもある。

## 自転車レース
自転車のロードレースでは、旧道が山岳コースとして使われる例が多く、ツール・ド・フランスやジロ・デ・イタリアなどといったグランツールでも旧道を通過するコース設定がよく行われる。ただしジロ・デ・イタリアにおいては、レース開催時期の5月はまだ雪が残り、天候によってはコースを雪崩が襲う危険も考えられることから、峠を通らずトンネルで抜ける、もしくはコースをカットする形となることもある（2023年など）。

### ツール・ド・フランス
2009年のツール・ド・フランス第16ステージのコースとして43年ぶりに組み入れられた。
| 年   | ステージ | カテゴリー | 1位通過選手                  |
| ---- | -------- | ---------- | ---------------------------- |
| 2009 | 16       | 超級       | フランコ・ペッリツォッティ   |
| 1966 |          |            | マルティン・ファンデンボスヘ |
| 1963 |          |            | フェデリコ・バーモンテス     |
| 1959 |          |            | カメロ・モラレス             |
| 1949 |          |            | ジーノ・バルタリ             |